# Спіндейл (Північна Кароліна)
Спіндейл (англ. Spindale) — місто (англ. town) в США, в окрузі Рутерфорд штату Північна Кароліна. Населення — 4225 осіб (2020).

## Географія
Спіндейл розташований за координатами 35°21′36″ пн. ш. 81°55′24″ зх. д. / 35.36000° пн. ш. 81.92333° зх. д. (35.359948, -81.923254).  За даними Бюро перепису населення США в 2010 році місто мало площу 13,84 км², уся площа — суходіл.

## Демографія
Згідно з переписом 2010 року, у місті мешкала 4321 особа в 1740 домогосподарствах у складі 1071 родини. Густота населення становила 312 осіб/км².  Було 2051 помешкання (148/км²).
Расовий склад населення:
| - 68,8 % — білих - 26,7 % — чорних або афроамериканців - 0,7 % — азіатів - 0,3 % — корінних американців |

До двох чи більше рас належало 2,5 %. Частка іспаномовних становила 3,3 % від усіх жителів.
За віковим діапазоном населення розподілялося таким чином: 22,0 % — особи молодші 18 років, 62,5 % — особи у віці 18—64 років, 15,5 % — особи у віці 65 років та старші. Медіана віку мешканця становила 39,7 року. На 100 осіб жіночої статі у місті припадало 99,5 чоловіків;  на 100 жінок у віці від 18 років та старших — 102,3 чоловіків також старших 18 років.
Середній дохід на одне домашнє господарство  становив 41 338 доларів США (медіана — 28 481), а середній дохід на одну сім'ю — 51 107 доларів (медіана — 43 803). За межею бідності перебувало 19,7 % осіб, у тому числі 16,4 % дітей у віці до 18 років та 21,3 % осіб у віці 65 років та старших.
Цивільне працевлаштоване населення становило 1406 осіб. Основні галузі зайнятості: виробництво — 21,7 %, освіта, охорона здоров'я та соціальна допомога — 21,7 %, роздрібна торгівля — 17,5 %.